# Вейн (округ, Нью-Йорк)
Шаблон:StateAbbr_ 43°17′ пн. ш. 77°03′ зх. д. / 43.28° пн. ш. 77.05° зх. д.
Округ Вейн (англ. Wayne County) — округ (графство) у штаті Нью-Йорк, США. Ідентифікатор округу 36117.

## Історія
Округ утворений 1823 року.

## Демографія
За даними перепису 
2000 року 
загальне населення округу становило 93765 осіб, зокрема міського населення було 34710, а сільського — 59055.
Серед мешканців округу чоловіків було 46430, а жінок — 47335. В окрузі було 34908 домогосподарств, 25066 родин, які мешкали в 38767 будинках.
Середній розмір родини становив 3,08.
Віковий розподіл населення поданий у таблиці:
| Стать    | До 15 років | 15-21 | 22-29 | 30-39 | 40-49 | 50-65 | 65-85 | Понад 85 |
| -------- | ----------- | ----- | ----- | ----- | ----- | ----- | ----- | -------- |
| Чоловіки | 10904       | 4321  | 3701  | 7547  | 7626  | 7474  | 4424  | 433      |
| Жінки    | 10365       | 4048  | 3756  | 7545  | 7589  | 7490  | 5528  | 1014     |

## Суміжні округи
- Каюга — схід
- Сенека — південний схід
- Онтаріо — південь
- Монро — захід

## Виноски
1. ↑  U.S. Decennial Census. United States Census Bureau. Архів оригіналу за 19 липня 2018. Процитовано 8 січня 2015.
2. ↑  Historical Census Browser. University of Virginia Library. Архів оригіналу за 16 серпня 2012. Процитовано 8 січня 2015.
3. ↑  Population of Counties by Decennial Census: 1900 to 1990. United States Census Bureau. Архів оригіналу за 19 лютого 2015. Процитовано 8 січня 2015.
4. ↑  Census 2000 PHC-T-4. Ranking Tables for Counties: 1990 and 2000 (PDF). United States Census Bureau. Архів оригіналу (PDF) за 18 грудня 2014. Процитовано 8 січня 2015.
5. ↑  State & County QuickFacts. United States Census Bureau. Архів оригіналу за 21 липня 2011. Процитовано 13 жовтня 2013.(англ.) Наведено за англійською вікіпедією.
6. ↑  American FactFinder. Бюро перепису населення США. Архів оригіналу за 26 лютого 2012. Процитовано 31 січня 2008.

| США | Це незавершена стаття з географії США. Ви можете допомогти проєкту, виправивши або дописавши її. |